# Bruine klauwiertangare
De bruine klauwiertangare (Lanio fulvus) is een zangvogel uit de familie Thraupidae (tangaren).

## Verspreiding en leefgebied
Deze soort telt 2 ondersoorten:
- L. f. peruvianus: westelijk Venezuela, zuidelijk Colombia, oostelijk Ecuador en noordoostelijk Peru.
- L. f. fulvus: zuidoostelijk Venezuela, de Guyana's en noordelijk Brazilië.